# Sagaris marginalis
Sagaris marginalis là một loài ruồi trong họ Tachinidae.